# Herbert Baker
Sir Herbert Baker (9 de junho de 1862, Cobham, Kent - 4 de fevereiro de 1946, Cobham, Kent) foi um arquiteto britânico.
Herbert Baker foi a força dominante na arquitetura da África do Sul durante duas décadas, de 1892 a 1912. Projetou o Union Buildings em Pretória e em conjunto com Edwin Lutyens fez projetos em Nova Delhi. Está enterrado na Abadia de Westminster.

## Obras mais célebres
- Residência de Cecil Rhodes (Groote-Schuur) em ,
- Union Buildings de Pretória
- Universidade Rhodes em Grahamstown
- Estação de Pretória
- Colégio Dale em King William's Town
- Memorial em Kimberley
- Colégio St Andrew de Joanesburgo
- Catedral anglicana St George em Cap
- Memorial Rhodes em Cap
- PArlamento indiano em Nova Delhi
- Edifício Rhodes na Universidade de Oxford
- Casas desde a África do Sul até Londres
- MAnsão de Port Lympne em Kent
- Banco da Inglaterra
- Cemitério britânico de Passchendaele
- Escola européia de Nairóbi no Quênia
- Tribunal e palácio do governo em Nairóbi
- Monumento do cemitério sul-africano em Delville, na França
- Igreja anglicana em Harare no Zimbábue.